# Cicéron découvrant le tombeau d'Archimède
 (décembre 2013).
Cicéron découvrant le tombeau d'Archimède est une peinture sur toile réalisée par le peintre toulousain Pierre-Henri de Valenciennes en 1787. L’œuvre mesure 119 cm de hauteur et 162 cm de largeur. Elle est exposée au Musée des Augustins à Toulouse.

## Historique de l'œuvre
Pierre-Henri de Valenciennes effectua plusieurs séjours à Rome dès l'année 1769. Il étudia notamment la perspective et fit de nombreux croquis. C'est lors d'un de ses voyages à Rome que Pierre-Henri de Valenciennes réalisa Cicéron découvrant le tombeau d'Archimède. Toutefois, le choix du sujet lui aurait été suggéré par le collectionneur Sir George Beaumont.
Ce tableau constitua son morceau de réception à l'Académie royale de peinture en 1787.
Il a été exposé au Musée du Louvre puis déposée au Musée des Augustins en 1961.

## Description
L’œuvre représente Cicéron, qui, à Syracuse fait apparaître, grâce à l'intervention de trois esclaves, le tombeau d'Archimède.
Cicéron découvrant le tombeau d'Archimède étant un paysage historique, on comprend la place prédominante de la nature qui occupe les trois-quarts du tableau, et également la place essentielle du sujet d'histoire c'est-à-dire la redécouverte du tombeau d'Archimède par Cicéron.
Au premier plan se trouve Cicéron accompagné de ses esclaves en train de tenter d'enlever les différents éléments naturels recouvrant le tombeau. La nature est omniprésente dans ce premier plan ; elle occupe chaque espace, qu'il s'agisse des arbres bordant le tableau de part et d'autre du tableau ou encore les branchages et autres racines recouvrant les ruines du tombeau. La ruine occupe quant à elle une place importante : elle symbolise l'oubli, l'ignorance dans laquelle est tombée le tombeau d'un savant comme Archimède. Le caractère exceptionnel de cette découverte est souligné par un rai de lumière qui crée un contraste entre les personnages à l'action et le reste du tableau qui a un éclairage plutôt uniforme. 
À l'arrière-plan, l'espace naturel est prédominant malgré la présence des quelques constructions humaines. Au fond domine l'Etna enneigé. Une fois de plus, la nature semble y recouvrir les bâtiments. Les collines, bordées d'arbres, et les nuages remplissent l'espace restant du tableau.

## Analyse

### Réalisation de l'œuvre
Pierre-Henri de Valenciennes a utilisé la technique de la peinture à l'huile sur toile pour cette œuvre.

### Composition
L'œuvre est construite sur deux diagonales qui traversent la toile de part et d'autre du cadre. Ces diagonales sont associées à une ligne qui se déploie dans le tableau pour adoucir le regard du spectateur. Cette ligne suit la forme des nuages, puis la courbe d’un arbre et dessine la limite entre l’ombre et la lumière du chemin pour ralentir et enrichir le voyage de l’œil sur la toile. Elle permet au spectateur de s'attarder sur la scène historique peinte dans le tableau. De chaque côté de la scène, une verticale permet la délimitation du paysage : il s'agit toujours d'éléments naturels.
Pour ce qui est du cadrage, Pierre-Henri de Valenciennes a choisi une vue d’ensemble : on voit aussi bien les grands espaces naturels (comme les collines à l'arrière-plan) que les personnages en bas à droite de l'œuvre. Ainsi l'œuvre permet de porter son regard tantôt sur les paysages, tantôt sur les personnages.

### Esthétique
L'œuvre a longtemps été considérée comme le manifeste du paysage néoclassique. La réelle révolution de Pierre-Henri de Valenciennes est d'avoir cherché à rapprocher un paysage et un sujet historique. 
Il prône dans son œuvre un paysage où figure une nature idéalisée qui laisse toutefois une grande place à l'architecture antique. Il affirme dans ses Réflexions et conseils à un élève avoir été inspiré par les théories de Roger de Piles mais également par les effets de lumière de peintre tel que Guaspre. Toutefois son véritable modèle de référence est Nicolas Poussin, beau-frère de Guaspre.

### Choix de représentation
Le savant grec Archimède est connu comme une grande figure de la science grecque antique et pour avoir contribué à la défense de sa ville natale, Syracuse, assiégée par les Romains en 213 av. J.-C. : il avait été tué par un légionnaire lors du sac de la ville. L'orateur romain Cicéron, grand admirateur de la civilisation grecque, nommé questeur de Sicile 137 ans plus tard, raconte dans ses Tusculanes comment il s'est employé à découvrir et honorer l'emplacement de sa tombe, oubliée par les Syracusains eux-mêmes. Cet hommage entre deux grandes figures de l'Antiquité, qui contribue à faire d'Archimède la figure emblématique de l'homme de science, illustre en même temps le thème du transfert des études de la Grèce vers Rome et l'Europe occidentale, familier aux artistes depuis la Renaissance. Pierre-Henri de Valenciennes avait parcouru la Sicile et, dans ses Éléments de perspective pratique, il fait référence à la description de Syracuse par Cicéron.

## Postérité
Pierre-Henri de Valenciennes fut l'inventeur du paysage historique. De même son œuvre est considérée comme un manifeste du paysage néoclassique et eut une grande influence. Il théorisa sa conception du paysage dans un ouvrage intitulé Réflexions et conseils à un élève.
Il fut l'un des plus grands novateurs en matière de paysage grâce à son étude de la nature et de la lumière.
Des peintres comme William Lakin Turner ont été influencés par sa conception du paysage. La notion de paysage histoire (ou « paysage héroïque » comme Pierre-Henri de Valenciennes se plaisait à l'appeler) a permis à certains artistes de réévaluer ce que devait être un paysage.

## Pour aller plus loin

### Sources
- Exposition « Les peintres du Roi ou les fastes de la peinture française », Musée des Augustins, Toulouse, 30 juin au 2 octobre 2000.
- Exposition « Pierre-Henri de Valenciennes », musée Paul Dupuy, Toulouse, 1956-1957, no 101.

### Articles
- « Le paysage peint : un "petit genre" à l'heure du renouveau de la grande peinture d'histoire ». Extrait de la Revue de recherche et d'information, publiée sous l'égide de l'Association des professeurs d'archéologie et d'Histoire de l'art de la direction d'architecture du patrimoine et de l'Ecole du Louvre.